# Palazzo Caracciolo di Melissano
Il Palazzo Caracciolo di Melissano è un palazzo monumentale di Napoli ubicato sulla collinetta di San Potito.
L'edificio è di fondazione settecentesca e presenta analogie con altre fabbriche civili dell'epoca progettate da Luca Vecchione; da ciò è possibile attribuire il palazzo al medesimo architetto, che peraltro fu particolarmente attivo tra la Sanità e la Costigliola. Tra le famiglie che lo hanno posseduto ci sono i Caracciolo di Melissano (ai quali si deve il nome del palazzo) e i Cito, marchesi di Torrecuso (ai quali appartiene lo stemma posizionato sopra il portale).
Il palazzo è disposto su tre piani più mezzanino e botteghe; presenta anche un esiguo cortile centrale. Le finestre sono impreziosite con decorazioni organiche e timpani triangolari e convessi che si alternano, mentre il portale in piperno è composto da un semplice arco a tutto sesto con lesene ioniche, derivato dal portale secentesco di palazzo Terralavoro.
Attualmente è adibito ad abitazioni private in mediocri condizioni conservative. Alcune sale presentano ancora affreschi e incartate sui soffitti.
Nell'agosto 2025 è terminato il restauro del prospetto principale.